# Kathlania
Kathlania ist eine Gattung der Spulwürmer mit fünf Arten. Sie sind Parasiten bei Meeresschildkröten.

## Merkmale
Kathlania sind Kathlaniinae, bei denen die Oberlippe sich von den beiden Unterlippen unterscheidet. Die Mundhöhle ist im Querschnitt dreieckig, die Erweiterung des Vorderendes des Ösophagus (Ösophastom) hat ungleiche Zähne. Die Spicula und das Gubernaculum sind komplex aufgebaut.

## Systematik
Zur Gattung gehören folgende Arten:
- Kathlania gynopapillata Gairola & Malhotra, 1989
- Kathlania kathlena Lane, 1914
- Kathlania leptura (Rudolphi, 1819)
- Kathlania sprentii Narayan-Arya, 1992
- Kathlania stromatei Bilqees & Khanum, 1971

Synonym ist Pseudoheterakis Travassos, 1917.